# Ментавайская летяга
Ментавайская летяга (лат. Iomys sipora) — грызун из рода индонезийских летяг. Эндемик архипелага Ментавай в составе Индонезии, классифицируется Международным союзом охраны природы как вымирающий вид.

## Систематика
Описана в 1928 году Ф. Н. Чейзеном и С. Б. Клоссом. В 1940 году Чейзен и Дж. Р. Эллерман независимо друг от друга классифицировали данный таксон как подвид индонезийской летяги (Iomys horsfieldi), однако с 1991 года Iomys sipora рассматривается как самостоятельный вид.

## Внешний вид
Длина головы и туловища от 173 до 205 мм, хвоста — от 185 до 192 мм, задней конечности — 37—39 мм. Средняя длина головы и туловища у самцов 196, у самок 179,5 мм; средняя длина хвоста, соответственно, 175 и 179,5 мм. Уши голые. У самок две пары сосков в паховой области. По оси хвоста мех расходится в стороны.
Окрас верхней части тела тёмный: тёмно-бурые щёки, спина и хвост (хвост темнее остальных частей тела, становясь почти чёрным). У корней шерстинки аспидно-серые. Внешняя сторона лап, бока и летательные мембраны пронизаны, как проседью, светло-коричневым мехом. Нижняя часть тела светло-аспидно-серая, кончики ворсинок по всему телу, кроме горла, белые или палево-жёлтые, что выглядит, как иней или серебрение.
Данные о рационе, поведении и размножении отсутствуют.

## Распространение и охранный статус
Типовой экземпляр пойман на острове Сипора в архипелаге Ментавай (Индонезия, к западу от Суматры); с этим связано видовое название sipora. Помимо Сипоры, представители вида обнаружены на ещё одном острове того же архипелага — Северном Пагае. Обитают в старых субтропических и тропических лесах на высотах до 500 м над уровнем моря. Общая площадь ареала оценивается чуть более чем в 2,5 тысячи км².
Популяция, по-видимому, сокращается вследствие исчезновения привычной среды обитания. Справочник 2012 года «Белки мира» сообщает, что в ходе последних натурных обследований представители вида не наблюдались. Международный союз охраны природы в 2016 году рассматривал Iomys sipora как вымирающий вид.